# Diatype

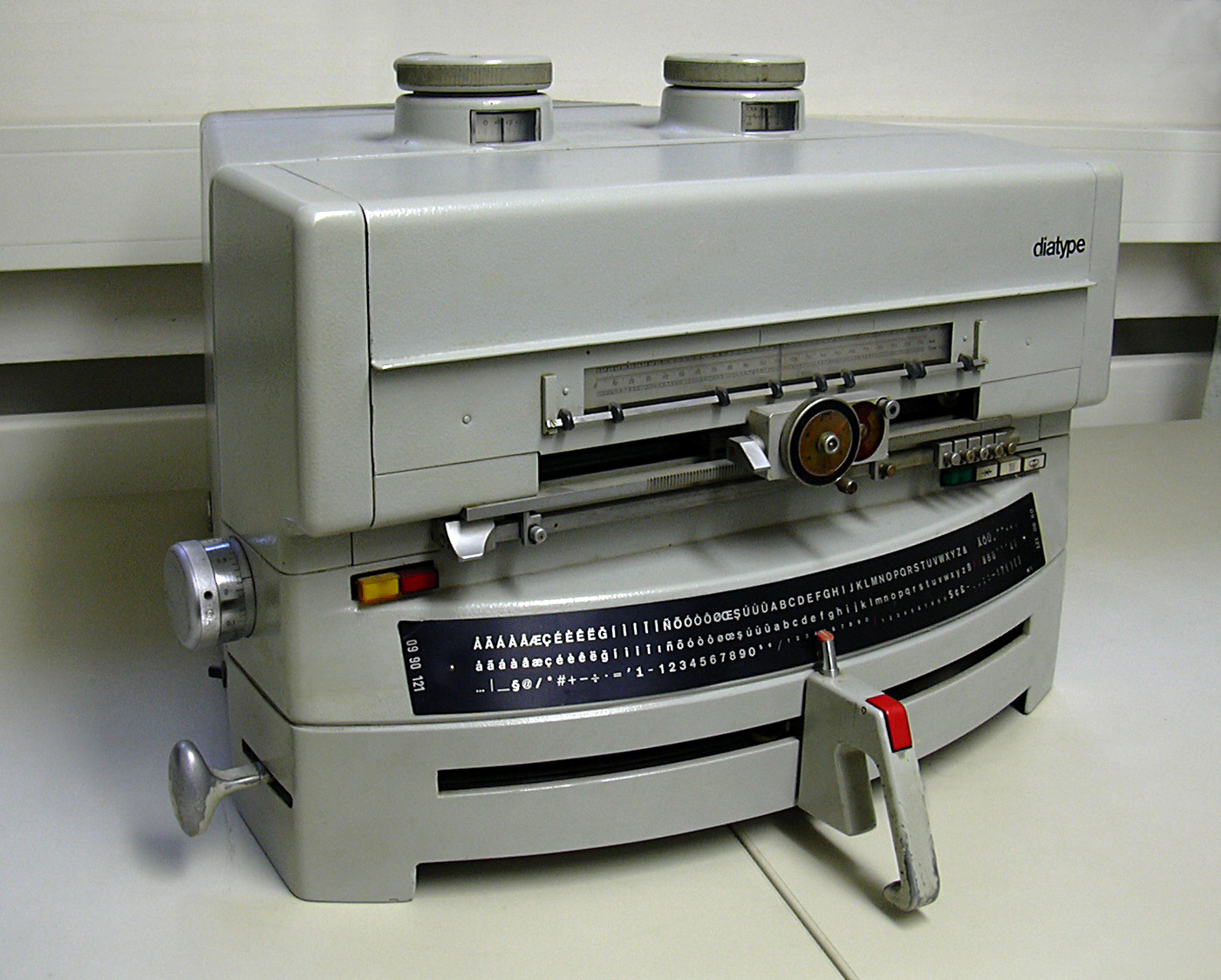
Een diatype van het merk H. Berthold AG

Een diatype was een apparaat dat werd gebruikt om teksten op grafische film aan te brengen.

## Bewerkingen
Een grafische film werd aangebracht op een trommel en in de zetmachine gebracht.  Deze zetmachine was voorzien van een zwarte letterschijf met doorzichtige letters.  Door middel van een hendel werd een letter voor een lamp gebracht en belicht op de grafische film.
Met een draaisysteem werd de trommel een aantal millimeter verder gedraaid, zodat een tweede schrijflijn kon gestart worden.
Na het zetten van een volledige tekst werd de grafische film, in een donkere kamer, van de trommel verwijderd en in een ontwikkelbad gestoken.
De diatype verdween met de opkomst van de digitale zetmachines zoals Compugraphic en de opkomst van zetprogramma's zoals TeX en later Desktoppublishing. Weer later kwam de  Tekstverwerker met tekstverwerkingsprogramma's. Dit betekende het einde van de diatype.